# Tony Bario
 (avril 2016).
Pour les articles homonymes, voir Bario.
Tony Bario, né Antonio Meschi le 10 janvier 1953 à Manchester au Royaume-Uni et mort le 26 avril 2007 dans le 13e arrondissement de Paris, est un chef d'orchestre, compositeur, arrangeur, fantaisiste musical et instrumentiste italien. 

## Biographie
Tony Bario est le fils d'Alfredo Meschi (dit Freddy Bario) et Henny Sosman, qui forment avec Nello Meschi (dit Nello Bario) le trio de clowns « Les Bario ».
De 1999 à 2007, il a dirigé l'orchestre du Cirque d'hiver Bouglione (dont fait partie son fils, Anthony Meschi entre 1999 et 2001).
Tony Bario est mort le 26 avril 2007 des suites d'une longue maladie. Il avait 54 ans. Il est enterré au cimetière communal du Pré-Saint-Gervais.